# Hot Rod Magazine
Hot Rod Magazine, amerikansk tidskrift som utkommit sedan januari 1948. Behandlar huvudsakligen byggnation och ägande av Hot Rods.